# Правова система Бутану
Правова система Бутану — це система правових явищ, що функціонує в межах суспільства Королівства Бутан. 

## Загальна характеристика
Правова система Бутану складається з елементів англійського загального права та традиційного місцевого права. Також присутнє індуське право, яке застосовується індуською спільнотою для регулювання питань особистого статусу.
Своєрідний патріархально-феодальний уклад був домінуючим на цій території на час ізольованості Бутану від зовнішнього світу до початку XX ст. Основним фундаментом для формування правової традиції Бутану були релігійні закони буддизму. Під час ізоляції головними центрами культурного та суспільно-політичного життя були монастирі-дзонги. У 1907 р. була встановлена світська абсолютна спадкова монархія, яка поклала край дуалістичному світсько-теократичному правлінню довжиною в 300 років. У 1953 р. країна перейшла до конституційної монархії шляхом впровадження Національної асамблеї. Таким чином з XX ст. триває процес модернізації держави. 
Основні джерела цивільного та кримінального права країни мають в своїй основі написаний у XVII  ст. кодекс під назвою «Tsa Yig». У 1957 р. цей кодекс був переглянутий, а у 1965 р. його замінив новий Кодекс, що зберіг ідеї та зміст попереднього кодексу, за виключенням деяких моментів.
Шлюб, розлучення, усиновлення та інші питання сімейного права вирішуються шляхом звернення до буддистського або індуського релігійного права. В середині XX ст. була заборонена поліандрія. У той же час полігамія (до 3-х дружин) допускається на території Королівства Бутан, однак, на теперішній час, перша жінка повинна дати дозвіл чоловікові на це. Сучасне бутанське законодавство зобов’язує реєструвати шлюб в офіційному порядку, а також передбачає право жінки на аліменти. Варто зазначити що розлучення в Королівстві – досить поширена практика. Інститут дитячого шлюбу, який був поширений до XX ст., на кінець XX ст. практично втратив своє значення. Тобто, у XX ст. в Королівстві Бутан було суттєво змінена частина сімейного законодавства. 
Трудове право в Королівстві не відповідає міжнародним стандартам. Це виявляється у забороні страйків та створення профспілок. Також не є поширеними й колективні переговори. Однак, трудове законодавство встановлює право робітників, зайнятих у формальному секторі, на соціальні гарантії, а також на 8-годинний робочий день.  
Смертна кара не застосовується з 1964 р., але вона залишається діючою як вид покарання за зраду та умисне вбивство. Покарання шляхом заподіяння шкоди окремим частинам тіла було заборонено у 1965 р. 
Згідно з законом про поліцію 1979 р. вона не має права затримувати особу без ордеру та повинна передати, виключаючи час на доставку, особу в 24-годинний термін до суду. В правовій системі Бутану були відсутні професійні адвокати до 1980-х рр. Судді, які підтримували обвинувачення, розслідували справи та виносили рішення, призначалися Королем. Підсумовуючи, можна зробити висновок про повільну, але демократизацію судового процесу Королівства Бутан.

## Судова система та органи контролю
Магістратські суди (Dzongkhag Thrimkhang) та Високий Суд (Thrimkhang Gongma) складають систему судоустрою Бутану. Високий суд складають 6 суддів, які обираються на 5 років Королем (4 судді) та Національною асамблеєю (2 судді). Очолює Високий суд Головний суддя. Високий суд знаходиться в столиці Королівства – м. Тхімпху. Король призначає інших суддів за рекомендацією Головного судді та можуть бути звільнені ним. Адміністративні, цивільні питання та справи про незначні злочини розглядаються Старостами сіл. Ці рішення можуть бути оскаржені у магістратських судах, які відповідають за декілька сіл, потім до окружних судів, далі – у Високому суді. Останньою судовою інстанцією для апеляції справи є Король, але, зазвичай, він делегує це повноваження Королівській консультативній раді.